# Martínez (apellido)
Martínez es un apellido patronímico español muy difundido en España y América. Deriva del nombre de Martín más -ez que como otros apellidos patronímicos terminados en -ez significa "hijo de".

## Origen y significado
Patronímicos son los que indican la filiación del sujeto, es decir, los derivados del nombre de los padres, que pasaban como herencia a los hijos, tomando las terminaciones vascas az, ez, iz, oz («hijo de»).
Dado que «Martínez» como tal es un apellido patronímico, no existe un origen común y tampoco existe un escudo único para el apellido, existiendo, por una parte, diferentes linajes o casas solares con derecho a usar escudo y, por otra, apellidos sin escudo por no pertenecer a una casa solar, pudiendo no tener parentesco entre sí unos con otros. Solo el estudio genealógico de un apellido permite establecer si le corresponde o no el uso de un escudo muy específico.

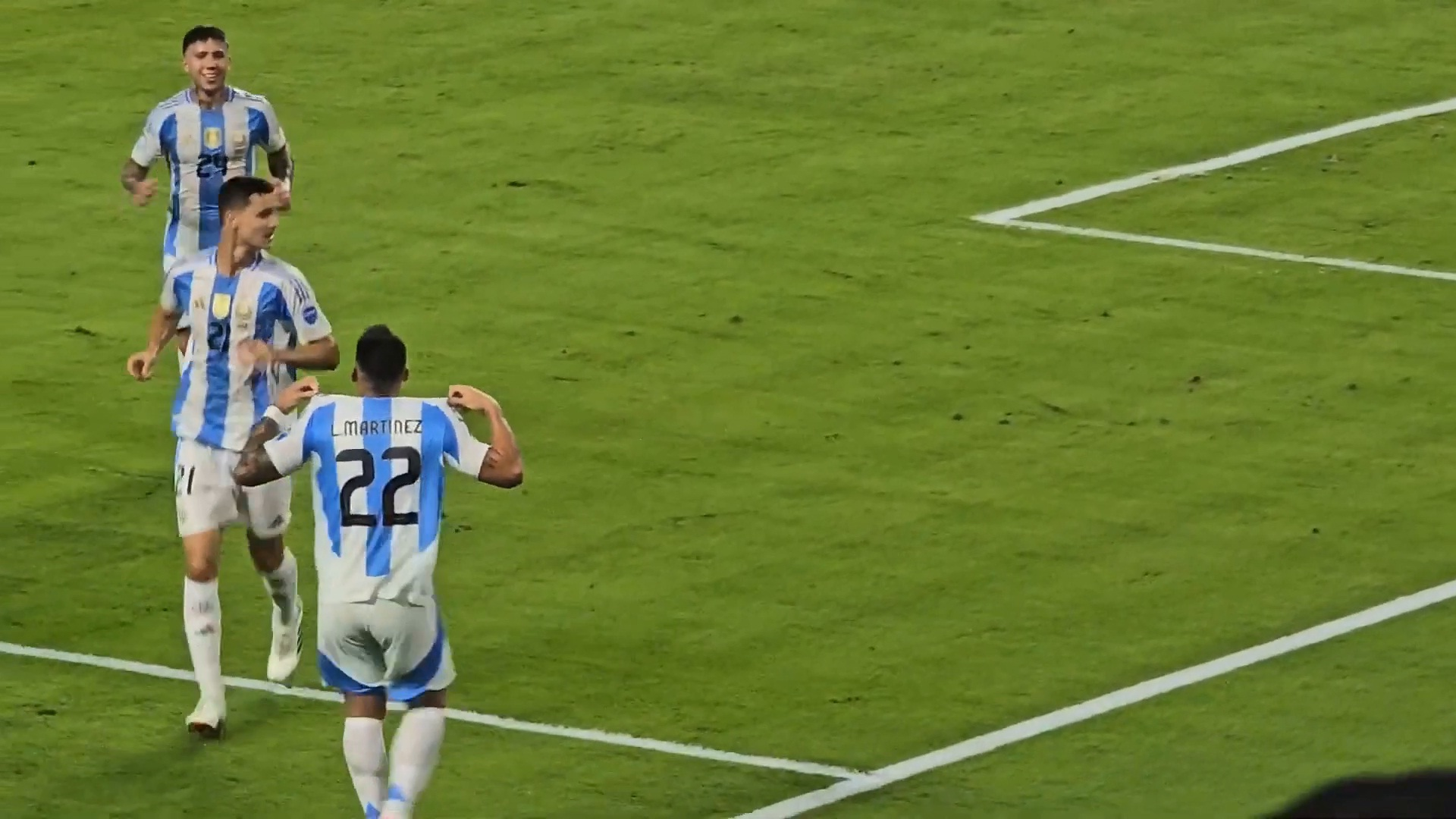
El futbolista argentino Lautaro Martínez levantando su camiseta, sobre cuyo dorsal se lee la inicial de su nombre y su apellido.

Los apellidos patronímicos se originaron a partir del nombre del padre. En España, esta tendencia se lleva a cabo añadiendo la terminación «-ez» al nombre de pila Martín, que equivaldría a «hijo de Martín», del mismo modo que los apellidos homólogos, como Rodríguez, «hijo de Rodrigo», Hernández, «hijo de Hernando», etc.
El nombre Martín procede del latín Martinus, que al igual que Marcial y Marciano, hace alusión al dios romano de la guerra, Marte, por lo que su significado vendría a ser «hombre guerrero o belicoso».
Martín por tanto es la derivación románico-francesa del latín Martinus, aunque resulta imposible determinar si este era un nombre otorgado a soldados de Roma, o por el contrario, eran éstos quienes usaban el término para los pobladores más belicosos de los territorios dominados.

## Distribución
El nombre se encuentra extensamente difundido por toda España y América. Su origen en América se debe a la llegada de colonizadores españoles, a estas tierras y a sus descendientes.
Según datos de 2021 del INE, es el sexto apellido más extendido entre los españoles, tras López, lo llevan como primer apellido 830 245 españoles. Por provincias, es más frecuente en Albacete (5,386%), Murcia (5,263%), Cuenca (4,955%) y La Rioja (3,4%). Es el décimo apellido más común entre todos los países hispanohablantes.

## Heráldica
Como otros apellidos patronímicos comunes, no tiene un único origen común, y hay más de sesenta escudos distintos de este nombre, dependiendo de la zona de origen. En España se concentra la gran mayoría de ellos.
|  |
|  |

|  |
|  |

|  |
|  |

|  |
|  |

Armas de la familia con casa solariega en el Lugarico de Lorca: "En campo de oro, un naranjo con tronco en su color y copa sinople, frutado en oro; sobre ondas azules y oro en punta".
Escudos Casas Nobles
Martínez de Irujo:En campo de azur una estrella de plata. 
Martínez-Bordiú 

Escudo de la familia Martínez de Irujo.

Escudo de la familia Martínez-Bordiu.

Martínez-Carrasco: Escudo medio partido y cortado: 1º en campo de azur, un caballero armado a caballo, con una bandera o pendoncillo de gules en la mano; 2º en campo de gules, saliente del flanco siniestro un brazo armado de plata con una lanza en la mano de lo mismo; y 3º en campo de gules, una carrasca de sinople, y a su tronco un lobo pasante de sable; bordura general de plata con diez banderas de diversos colores.
Las Armas de la familia Martínez procedente de Ferrol: "De plata, dos tubos de cañón de gules, colocados en aspa, acompañados de tres flores de lis de lo mismo en el jefe y flancos y, en punta, de una estrella de ocho puntas también de gules. Timbre: Corona de Coronel. Lema: Veritas Semper Ante."

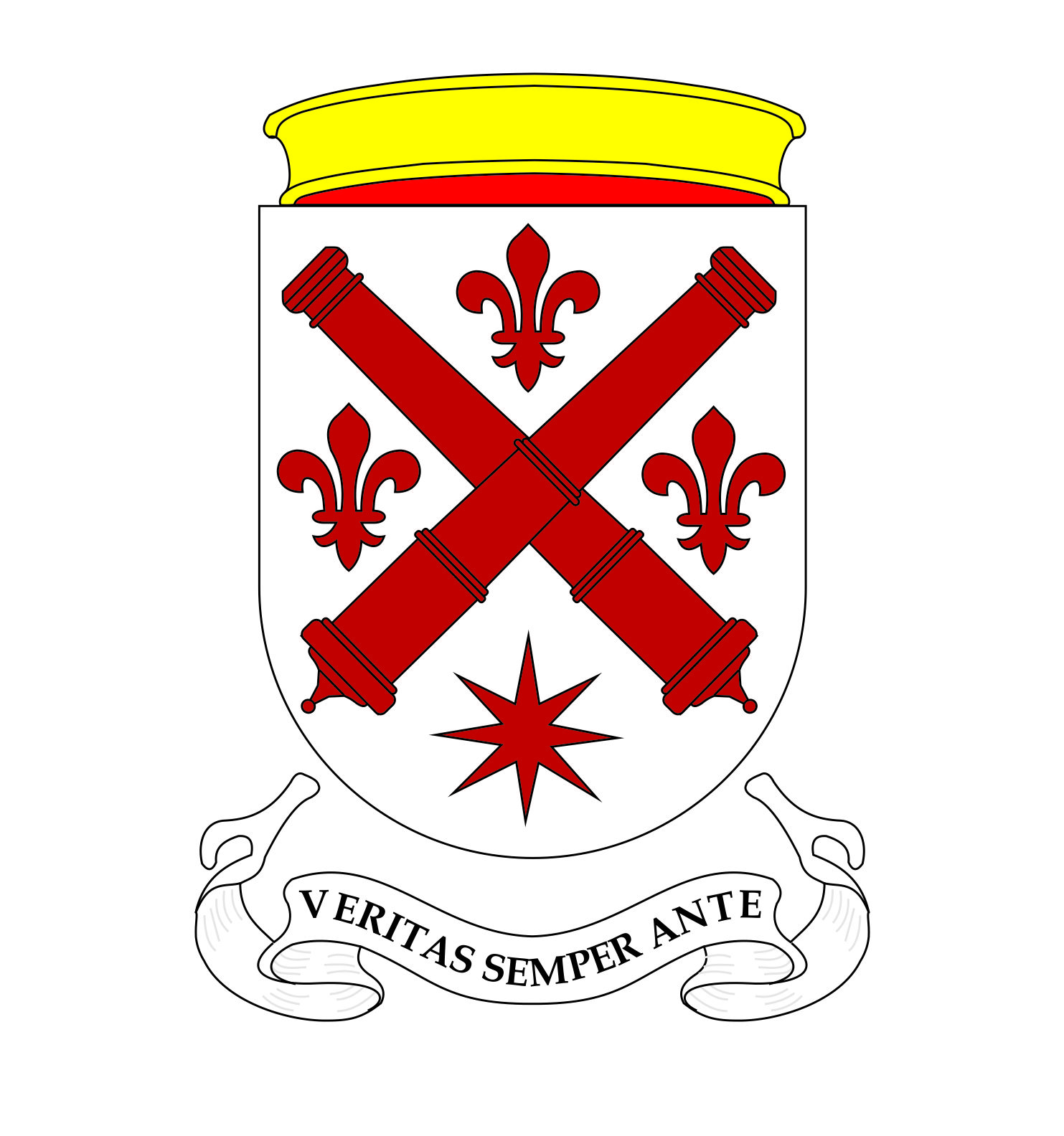
Escudo del Coronel Martínez Ara.